# Jadwiga Lindner
Jadwiga Zuzanna Lindner z domu Fraget (ur. 11 sierpnia 1904 w Warszawie, zm. 26 stycznia 2005) – polska nauczycielka, harcmistrzyni, Honorowa Obywatelka Olsztyna.

## Życiorys
Pochodziła z rodziny robotniczej. Ukończyła gimnazjum żeńskie w Warszawie, następnie filologię polską na Uniwersytecie Warszawskim (1926). W 1930 uzyskała dyplom nauczyciela szkół średnich i do wybuchu wojny pracowała w warszawskich gimnazjach żeńskich oraz państwowym seminarium gospodarstwa. W okresie okupacji uczestniczyła w tajnym nauczaniu, niezależnie od formalnego zatrudnienia w szkole powszechnej w Czechowicach (dzisiaj Warszawa-Ursus) w 1940. Na zlecenie zwierzchnictwa konspiracyjnego wspólnie z Ewą Szelburg-Zarembiną przygotowała podręcznik dla polskiego szkolnictwa na Warmii i Mazurach Ku Polsce.
Od wczesnych lat działała w harcerstwie, przechodząc przez wszystkie szczeble w ZHP; była członkinią Głównej Kwatery Harcerek w Warszawie, w czasie okupacji prowadziła w Warszawie tajne wykłady dla harcerek wysiedlonych z Łodzi, w Czechowicach przygotowywała harcerki do przyszłej pracy na Warmii i Mazurach. Otrzymała stopień harcmistrzyni.
W 1945 osiedliła się w Olsztynie. Była jednym z twórców gimnazjum i liceum żeńskiego, w latach 1947-1949 kierowała Liceum Pedagogicznym. Była także nauczycielką w Liceum dla Dorosłych i wykładała na Wyższym Kursie Nauczycielskim Związku Nauczycielstwa Polskiego. Kierowała Okręgowym Ośrodkiem Dydaktyczno-Naukowym Języka Polskiego, a w latach 1954-1971 Wydziałem Filologii Polskiej Studium Nauczycielskiego w Olsztynie. Prowadziła tam zajęcia z historii literatury, gramatyki opisowej i metodyki nauczania języka polskiego.
Opracowała m.in. Poradnik dla nauczycieli zdobywających wykształcenie zawodowe poprzez samokształcenie (w pięciu zeszytach), podręcznik Mowa ojczysta (1960, dla szkół ogólnokształcących z Warmii, Mazur i Pomorza), poradnik metodyczny języka polskiego dla klas V szkoły podstawowej. Jej wspomnienia zostały nagrodzone w konkursie XXX-lecia PRL i opublikowane w "Słowie na Warmii i Mazurach" w 1974.
Była założycielką i przez ćwierć wieku prezesem olsztyńskiego oddziału Towarzystwa Literackiego im. Adama Mickiewicza. W 1995 nadano jej - obok innych zasłużonych nauczycieli, Natalii Żarskiej, Jana Lubomirskiego i Kazimierza Pacera - tytuł Honorowego Obywatela Olsztyna. Zmarła pół roku po ukończeniu 100 lat. Pochowana została na cmentarzu komunalnym w Olsztynie (ul. Poprzeczna).

## Wybrana bibliografia
- Zbigniew Ślesiński, Jadwidze Lindner w hołdzie, w: "Kajet. Olsztyński Informator Kulturalny", 1995, nr 1
- Barbara Królikowska-Wunderlich, Nauczycielka nauczycieli, w: "Polonistyka", 1995, nr 5
- Anna Mackowicz, Jadwiga Lindner, w: "Posłaniec Warmiński", 2004, nr 13-14
- Jan Chłosta, Znani i nieznani Olsztyniacy XIX i XX wieku, Olsztyn 1996
- Dorota Wrońska, Jadwiga Lindner: człowiek, pedagog, praca magisterska obroniona w Wyższej Szkole Pedagogicznej w Olsztynie, 1995 (promotor dr H. Cirut)